# العلاقات الليسوتوية الموزمبيقية
العلاقات الليسوتوية الموزمبيقية هي العلاقات الثنائية التي تجمع بين ليسوتو وموزمبيق.

## مقارنة بين البلدين
هذه مقارنة عامة ومرجعية للدولتين:
| وجه المقارنة                                              | ليسوتو                      | موزمبيق          |
| --------------------------------------------------------- | --------------------------- | ---------------- |
| المساحة (كم2)                                             | 32.96 ألف                   | 801.59 ألف       |
| عدد السكان (نسمة)                                         | 2.23 مليون                  | 29.67 مليون      |
| الكثافة السكانية (ن./كم²)                                 | 67.66                       | 37.01            |
| العاصمة                                                   | ماسيرو                      | مابوتو           |
| اللغة الرسمية                                             | لغة إنجليزية، اللغة السوتية | اللغة البرتغالية |
| العملة                                                    | لوتي ليسوتو                 | متكال موزمبيقي   |
| الناتج المحلي الإجمالي (بليون دولار)                      | 2.64 مليار                  | 12.33 مليار      |
| الناتج المحلي الإجمالي (تعادل القوة الشرائية) بليون دولار | 6.30 مليار                  | 33.35 مليار      |
| الناتج المحلي الإجمالي الاسمي للفرد دولار أمريكي          | 1.07 ألف                    | 529              |
| الناتج المحلي الإجمالي للفرد دولار أمريكي                 | 2.64 ألف                    | 1.13 ألف         |
| مؤشر التنمية البشرية                                      | 0.497                       | 0.416            |
| رمز المكالمات الدولي                                      | +266                        | +258             |
| رمز الإنترنت                                              | .ls                         | .mz              |
| المنطقة الزمنية                                           | ت ع م+02:00                 | ت ع م+02:00      |

## منظمات دولية مشتركة
يشترك البلدان في عضوية مجموعة من المنظمات الدولية، منها:
| علم المنظمة | اسم المنظمة                                 | تاريخ انضمام ليسوتو | تاريخ انضمام موزمبيق |
| ----------- | ------------------------------------------- | ------------------- | -------------------- |
|             | منظمة التجارة العالمية                      | ?                   | ?                    |
|             | الاتحاد الأفريقي                            | ?                   | ?                    |
|             | الأمم المتحدة                               | 17 أكتوبر 1966      | 16 سبتمبر 1975       |
|             | مجموعة دول أفريقيا والكاريبي والمحيط الهادئ | ?                   | ?                    |
|             | الاتحاد الدولي للاتصالات                    | 26 مايو 1967        | 4 نوفمبر 1975        |
|             | يونسكو                                      | 29 سبتمبر 1967      | 11 أكتوبر 1976       |
|             | الاتحاد البريدي العالمي                     | ?                   | ?                    |
|             | مجموعة التنمية لأفريقيا الجنوبية            | ?                   | ?                    |
|             | مؤسسة التنمية الدولية                       | 19 سبتمبر 1968      | 24 سبتمبر 1984       |
|             | دول الكومنولث                               | 1966                | 1995                 |
|             | منظمة حظر الأسلحة الكيميائية                | ?                   | ?                    |
|             | وكالة ضمان الاستثمار متعدد الأطراف          | 12 أبريل 1988       | 23 نوفمبر 1994       |
|             | منظمة الشرطة الجنائية الدولية               | ?                   | ?                    |
|             | مؤسسة التمويل الدولية                       | 29 سبتمبر 1972      | 24 سبتمبر 1984       |
|             | البنك الدولي للإنشاء والتعمير               | 25 يوليو 1968       | 24 سبتمبر 1984       |
|             | البنك الإفريقي للتنمية                      | ?                   | ?                    |
|             | المركز الدولي لتسوية المنازعات الاستشارية   | 7 أغسطس 1969        | 7 يوليو 1995         |

## وصلات خارجية
- موقع وزارة الخارجية الليسوتوية
- موقع وزارة الخارجية الموزمبيقية